# Oligia atrivitta
Oligia atrivitta là một loài bướm đêm trong họ Noctuidae.